# Maria Vicol
Maria Vicol, született Maria Taitiș (Bukarest, 1935. október 17. – Sydney, 2015. március 13.) világbajnok és olimpiai bronzérmes román tőrvívó.

## Pályafutása
A bukaresti Progresul csapatában kezdett el vívni, ahol edzője Angelo Pellegrini volt. Első nemzetközi sikerét 1956-ban a luxembourgi ifjúsági világbajnokságon érte el, ahol egyéniben ezüstérmet szerzett. Az 1960-os római olimpián egyéniben, majd az 1968-as mexikóvárosi csapatban szerzett bronzérmet. A világbajnokságokon egy arany-, két ezüst- és egy bronzérmet nyert, mindegyiket csapatversenyben.
1968-ban a CS Cutezătorii egyesületnél kezdett edzőként dolgozni, majd a CSS1 București csapatánál dolgozott, ahol Laura Badea későbbi olimpiai bajnok vívót fedezte fel. Nemzetközi versenybíróként is tevékenykedett.

## Sikerei, díjai
- Ifjúsági világbajnokság – tőr, egyéni
  - ezüstérmes: 1956
- Olimpiai játékok – tőr
  - bronzérmes (2): 1960, Róma (egyéni), 1968, Mexikóváros (csapat)
- Világbajnokság – tőr, csapat
  - aranyérmes: 1969
  - ezüstérmes (2): 1965, 1970
  - bronzérmes: 1961